# يي كريستي ليونغ
يي كريستي ليونغ (بالصينية: 梁懿) هي متزلجة فنية صينية، ولدت في 12 ديسمبر 2002 في هونغ كونغ في الصين.

## وصلات خارجية
- يي كريستي ليونغ على موقع الاتحاد الدولي للتزلج (الإنجليزية)